# FK Mornar Bar
El Fudbalski klub Mornar o simplemente F. K. Mornar es un club de fútbol con base en la ciudad de Bar en el país balcánico de Montenegro. En la actualidad juega en la Primera División de Montenegro tras ascender en la temporada 2020/21.

## Historia
El club fue fundado en el año 1923 por un grupo de aficionados al fútbol que al no disponer de ningún equipo en Bar en el que competir decidieron crear el F. K. Mornar Bar. Compite en la Primera División de Montenegro tras ganar los play offs por el ascenso en la temporada 2008/09 en la que se mantiene hasta la temporada 2010/11 en la que tras finalizar en décima posición y perder el play-off contra el FK Berane descendió nuevamente a la Segunda División de Montenegro.
La campaña 2011/12 tras finalizar como segundo clasificado y vencer en el play-of al Fudbalski Klub Berane vuelve de nuevo a lograr el ascenso a Primera División.

## Uniforme
- Uniforme titular: Camiseta azul claro, pantalón azul claro y medias azul claro.
- Uniforme alternativo: Camiseta blanca, pantalón blanco y medias blancas.

## Estadio
El club disputa sus partidos como local en el Estadio Topolica con capacidad para 6.000 espectadores, pista de atletismo y césped natural.

## Palmarés
- Segunda División de Montenegro: 1

2017/18
- Liga de la República de Montenegro: 3

1988/89, 1994/95, 2000/01
- Copa de la República de Montenegro: 1

1994/95

## Participación en competiciones de la UEFA
| Temporada | Torneo                 | Ronda         | Club           | Casa      | Visita | Global      |
| --------- | ---------------------- | ------------- | -------------- | --------- | ------ | ----------- |
| 2024–25   | UEFA Conference League | Primera ronda | Dinamo Tbilisi | 2–1       | 1–1    | 3–2         |
| 2024–25   | UEFA Conference League | Segunda ronda | Radnički 1923  | 2–1 (aet) | 0–1    | 2–2 (4–3 p) |
| 2024–25   | UEFA Conference League | Tercera ronda | Paks           | 2–2       | 0–3    | 2–5         |